# 婚活刑事
『婚活刑事』（こんかつデカ）は、安道やすみちの推理小説シリーズ。イラストは犬倉すみで、TOブックスのTO文庫から2014年8月に第1作が出版され、2015年7月までに3作目まで刊行されている。
2015年7月期には、読売テレビ制作、日本テレビ系列「プラチナイト・木曜ドラマ」枠でテレビドラマ化された。

## 制作背景
第1作『婚活刑事 -花田米子の絶叫-』は、アミューズメントメディア総合学院とTOブックスによる「産学共同プロジェクト」の一環として、同学院の学生が制作したプロットのコンペが行われ、同学院ノベルス学科卒業の安道が執筆、同キャラクターデザイン学科卒業の犬倉がイラストを担当して書籍化された。
舞台となる大阪の実在の地名や有名スポットなどが登場し、著者自身の出身地である鳥取県に関するネタや地方と都会をめぐる社会情勢の問題なども内容に取り入れられている。

## ストーリー
花田米子は大阪府警察本部に勤務する28歳、アラサーの独身女子である。結婚適齢期である花田は、婚活にいそしみながら仕事にも尽力するが、花田が愛する男性は皆が犯罪経験を持って警察に逮捕された者ばかりだった。

## 書誌情報
刊行はすべてTOブックス〈TO文庫〉、文庫書き下ろし。電子書籍版も配信されている。
- 婚活刑事 -花田米子の絶叫-（2014年8月1日発売）ISBN 978-4-86472-280-3
- 婚活刑事 -花田米子に激震-（2015年4月1日発売）ISBN 978-4-86472-367-1
- 婚活刑事 -花田米子は散々-（2015年7月1日発売）ISBN 978-4-86472-399-2

## 反響
舞台地である大阪では、第2作発売時に梅田にある女性向け書籍に強い書店で百数十冊が完売する人気作品となった。

## テレビドラマ
2015年7月2日から9月17日まで読売テレビ制作、日本テレビ系列「プラチナイト・木曜ドラマ」枠で放送された。原則1話完結型のコメディーサスペンスで、主演の伊藤歩は民放の連続テレビドラマ初主演である。
テレビドラマ版では警視庁の両国警察署が舞台となっている。

### 企画・制作
撮影は2015年6月6日、埼玉県でのロケからスタートし、8月下旬頃都内のヨガスタジオでの撮影でクランクアップした。
ロケでは両国周辺のほか、埼玉県三郷市が17回にわたって撮影支援をしており、同市市役所庁舎が両国警察署として画面に登場しているほか、鷹野文化センター などの公共施設や早稲田公園などが使用された。東京都内では東京都美術館などが撮影された。

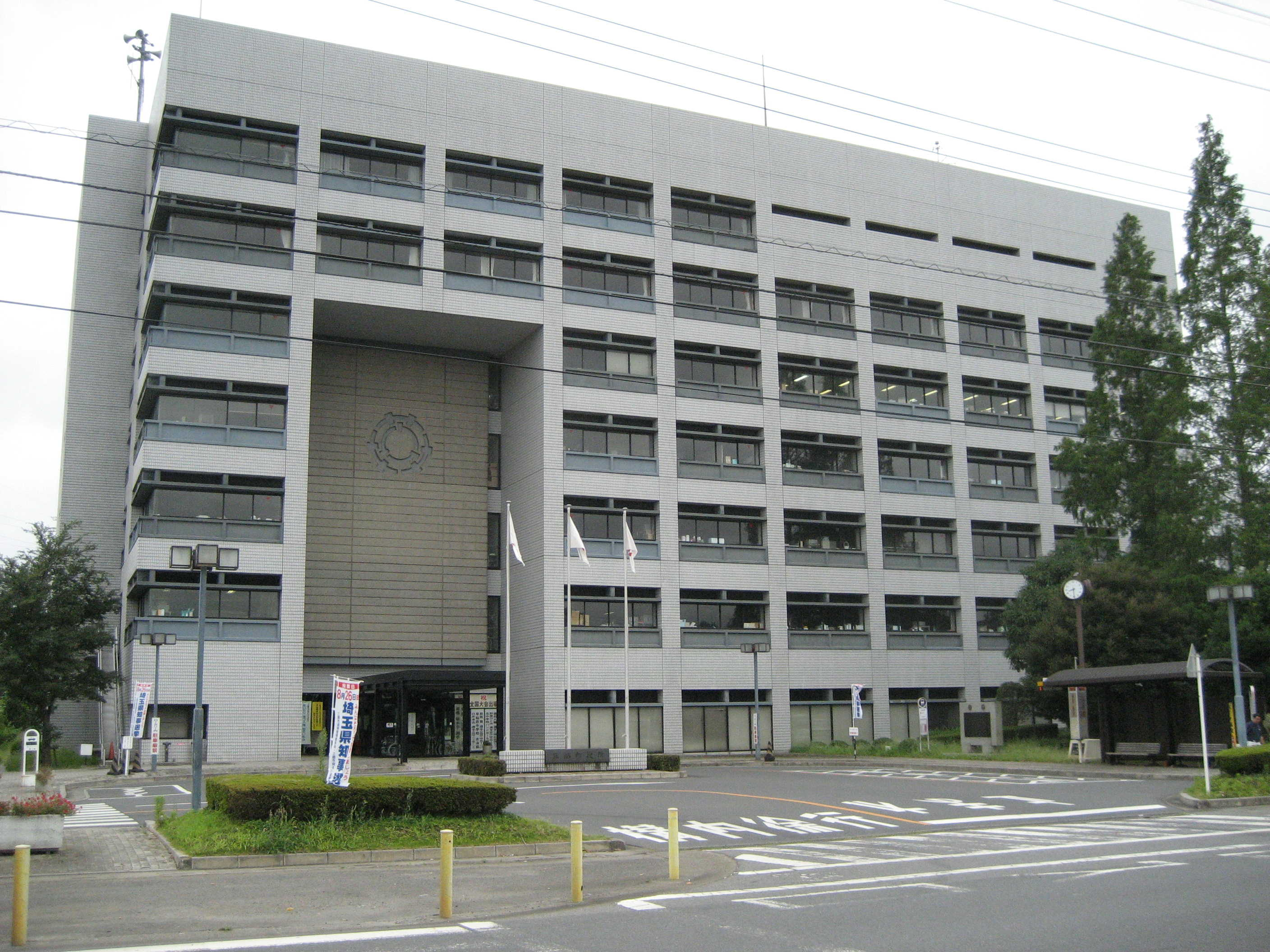
三郷市役所（ロケ地）
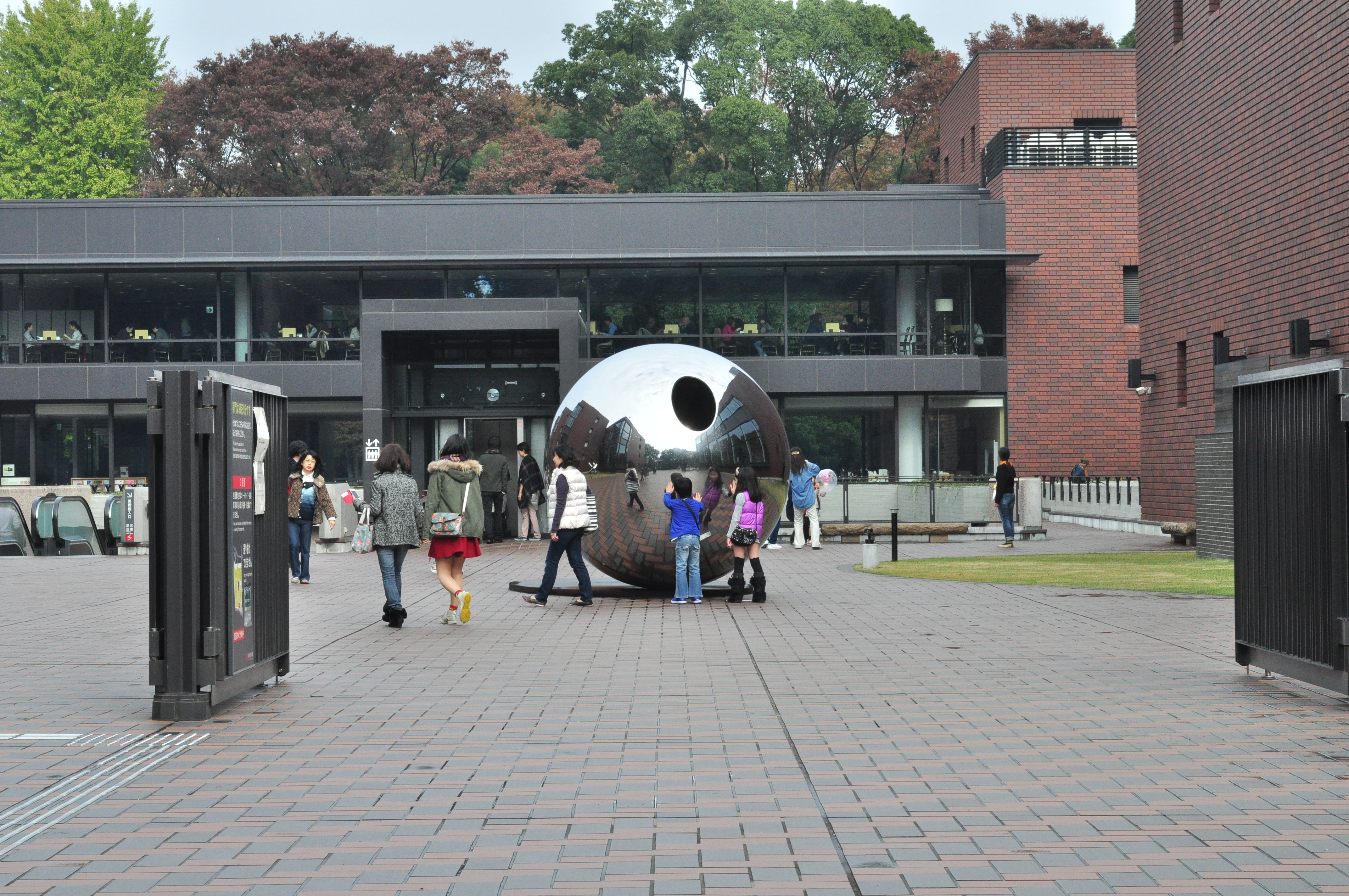
東京都美術館（ロケ地）

### テレビドラマ版あらすじ
ドラマ版では警視庁両国署の刑事・花田米子が事件捜査をしながら、元同級生・医師・詐欺犯・シングルファーザーなど、次々に犯罪者と目される男性に恋をしては、相手を逮捕するまでをほぼ一話完結形式で描く。同僚となった藤岡躑躅とは、原作小説とは違いエリート刑事の彼が所轄署に左遷されてきたという設定で出会い、物語終盤になって惹かれてゆくのだが、彼は非業の死を遂げた元婚約者・篠原沙織の事件の謎を追っており、そのために罪を犯したと疑われる。終盤は警察上層部や暴力団関係者もからむこの謎が解決され、米子が躑躅にプロポーズされるまでを描くオリジナルストーリーとなっている。

### キャスト
年齢・設定は一部原作と異なる。設定などの出典：。

#### 警視庁両国警察署刑事課
花田米子（はなだ よねこ）〈35〉
演 - 伊藤歩
刑事課巡査部長。恋をする相手がすべて犯罪者という本人にとっては不本意な体質のため、検挙率100パーセントを誇る。鳥取県の鳥取砂丘コナン空港側（第9話）出身で、時折方言の「だらず」（鳥取弁で「ばか」の意）が口に出る。高校時代は柔道部所属で（第1話）、犯人確保の場面では技を使う。料理は壊滅的に下手（第3話・第7話）。
アバンタイトルでは毎回、伊藤による婚活についての語りがある（第6話を除く）。
藤岡躑躅（ふじおか つつじ）
演 - 小池徹平
警部。本庁捜査一課からの異動で両国署刑事課に来たエリート刑事。米子より年下。妹がおり、会った際に腕を組むなど親しい様子だったため、米子に恋人だと誤解される（第6話）。異動の理由は過去に犯したミスのためで、それに関連して2年前、婚約者だった同僚の刑事・篠原沙織を交通事故で亡くしている。
躑躅が「婚活」をする第6話のみ、アバンタイトルの語りが小池に変更された。
宮谷博之
演 - 升毅
課長補佐（警部補）。元組織犯罪対策課所属（第10話）の叩き上げのベテラン刑事で、米子の犯罪者に恋する能力「米子レーダー」に期待を寄せるあまり、彼女のプライバシーにたびたび介入して怒りを買いセクハラと指摘されるが、娘のように大切に思ってもいる（第8話）。
滝田流星
演 - 栗山航
巡査。米子に思いを寄せているが、彼女の側では眼中にない存在。
村上高志
演 - 吉満寛人
鑑識係。
塚本 樹
演 - 鈴木砂羽
同課課長（警部）。事情聴取が得意で「落としの塚本」と称される（第4話）。警察内部の人間を疑う躑躅に対し「タブー」であるとして警告した（第8話）。私生活では既婚者で（第7話）、心臓の難病を手術で克服した娘・さくらがいる（第11話・最終話）。

#### その他の両国署員
小西弥生（こにし やよい）
演 - 森カンナ
交通課巡査で署のアイドル的存在。米子の飲み友達かつ婚活仲間で、相手男性の収入に対し要求が厳しい。
剣崎一郎
演 - 加藤諒
地域課巡査。事件現場や留置場などに登場。プライベートでは弥生たちのディスコ遊びに付き合ったりする（第10話）。

#### 「串焼き串升」の関係者
山下美香
演 - 川村エミコ（たんぽぽ）
串升に集う米子・弥生の飲み友達のひとり。不倫中。
安藤玲子
演 - 片岡明日香
同じく飲み友達。売れないピン芸人をヒモ同然の関係で養い交際中。
オトウサン
演 - 赤星昇一郎
串焼きメインの居酒屋「串升」の主人。5年前に妻を亡くした寡夫（第8話）。宮谷との間には因縁があり（第7話）、昔恋人にからんできたチンピラを死なせてしまい、その際に逃亡しようとしたのを説得され、真面目に罪を償い、出所を待ってくれた恋人と結婚する幸福を得た（第8話）。このため宮谷に対しては恩義を感じている。

#### その他
佐伯信二郎
演 - 大杉漣
警視庁警務部参事官（警視正）。異動した躑躅と連絡を取りあう。一方で、塚本に躑躅の行動を監視させている（第6話）。

#### ゲスト
複数回登場の場合は演者名の横に話数を表記する。
第1話
福田 潤平（ふくだ じゅんぺい）
演 - 和田正人
清掃会社経営者。米子の高校時代の同級生。

第2話
財田 一雄（たからだ かずお）
演 - 中村俊介
財田病院院長。

第3話
火野 隆也
演 - 徳山秀典
料理合コン参加者。実は麻薬の売人で、婚活イベントでターゲットとなる女性を物色している。
木原 雅良
演 - 坪倉由幸（我が家）
以下2名とともに料理合コン参加者。
水島 豊
演 - 杉山裕之（我が家）
土田 雄平
演 - 谷田部俊（我が家）

第4話
井上 崇史
演 - 阿部力
野菜販売詐欺を行う男。

第5話
来栖 光琳
演 - 深水元基
弥生の交際相手でワインバーのオーナー。
平川 信一
演 ‐ やべけんじ

第6話
藤岡 イネ（ふじおか イネ）
演 - 赤座美代子
躑躅の祖母。

第7話
奥井 啓介（おくい けいすけ）
演 - 川口覚
システムエンジニアで翔の父。バツイチのシングルファーザー。
奥井 翔（おくい しょう）
演 - 鈴木福
啓介の一人息子。作中で10歳の誕生日を迎える。家事が得意で生意気な性格。

第8話
権堂 翔太（ごんどう しょうた）
演 - 阿部亮平
両国署組織犯罪対策課巡査。宮谷の弟子にあたる。
本村 正義
演 - 黄川田将也
同・巡査部長。
峰 龍介（みね りゅうすけ）
演 - 大口兼悟
危険ドラッグ売人のリーダー。
別府 幸一（べっぷ こういち）
演 - 中村繁之（第10話 - 最終話）
警視庁捜査一課警部。躑躅と連絡を取り合い極秘に捜査協力する。実は暴力団・銀竜会と関わり、沙織殺害の指示をした（第11話）。

第9話
小山 勉（こやま つとむ）
演 - 丸山智己
国会議員秘書。米子と同じ鳥取出身で、米子鬼太郎空港側に生まれ育つ。父親の地盤を継いでの選挙出馬を控える。いつも2番手の人生を歩んできたと語る。
ヒナコ
演 - 武田梨奈
キャバクラ「ブルー・プリンセス」No.1キャバ嬢。殺人被害者のキャバ嬢が死亡するまでは2番手だった。

第10話
深川 理絵（ふかがわ りえ）
演 - 岡元あつこ
ディスコイベントのオーガナイザー。「パピヨン」のハンドルネームでブログを運営しており、その名の通り胸に蝶のタトゥーがある。肉食系の妖艶な女性。
川端 純一（かわばた じゅんいち）
演 - 伊藤明賢
ディスコの客で米子を誘う。実は深川と共謀して美人局犯罪を行っている。
篠原 沙織（しのはら さおり）
演 - 高部あい（第11話 - 最終話）
躑躅の元婚約者で本庁警務部刑事。東北地方出身（第11話）。2年前にひき逃げ事故により死亡。米子と同じく、武術が得意な刑事だった。

### 作品の評価
第5話（2015年7月30日放送分）では視聴率が関西地区・関東地区とも5.7%（ビデオリサーチ調べ、いずれも世帯）と、深夜ドラマとしては高い記録となった。F1、F2層が支持しているとされる。
作家の山下柚実は、職業ドラマが乱立する中で、定番の刑事ものながらそれらしくなく、米子が犯罪者を好きになる体質のため犯人も早いうちに分かってしまう、技巧的なドラマがユーモラスに描かれ、同時期放送された他の職業ドラマの逆を行くパロディとして注目に値するとした。また、主演の伊藤については、以前の出演作『昼顔〜平日午後3時の恋人たち〜』の役柄と対照的な役柄を、人物像と距離を取って巧みに演じているとして、ハジけたコメディエンヌぶりを評価している。

### スタッフ
一部の出典は、日テレオンデマンド より。
- 原作 - 安道やすみち『婚活刑事シリーズ』（TO文庫刊）
- 脚本 - ますもとたくや、徳尾浩司、杉山嘉一、新井友香
- 音楽 - 出羽良彰、羽深由理
- 演出 - 遠藤光貴（ザ・ワークス）、青木達也（同）、阿部雅和、本田隆一
- 主題歌 - 斉藤和義「傷口」（スピードスターレコーズ）[16]
- 挿入歌 - No.6（シックス）「kotae」（avex trax）[16]
- 撮影 - 宮崎悟郎
- 照明 - 加藤賢也
- 編集 - こまたひろゆき
- 音響効果 - 滝野ますみ
- OPタイトル - 齋藤竜
- 美術 - 池田正直
- 美術進行 - 小柳千尋
- 番組宣伝 - 小林杏奈、嶋岡良介（ytv）
- ホームページ - 金澤みゆき（ytv）
- アクションコーディネート - 髙橋伸稔
- 技術協力 - アップサイド
- 美術協力 - テレビ朝日クリエイト、日映装飾美術
- プロデューサー - 福田浩之（ytv）、菊池裕幸、渋谷英史（ザ・ワークス）
- チーフプロデューサー - 木谷俊樹（ytv、途中まで）、中村泰規（ytv）
- 制作協力 - ザ・ワークス
- 制作著作 - 読売テレビ

### エピソードリスト
サブタイトルは1970年代 - 90年代の曲からとっている。
| 話数 | サブタイトル ラテ欄タイトル                                                       | 初回放送日   | 脚本           | 演出     |
| --- | --------------------------------------------------------------------------------- | ------------ | -------------- | -------- |
| Love.1 | ロマンチックが止まらない 恋した人は全員犯人!?                                     | 7月2日       | ますもとたくや | 遠藤光貴 |
| 仕事に打ち込むうちに婚期を逃した警視庁両国署刑事・花田米子は婚活パーティーに出かけるが、会場で意気投合した相手は実は連続強姦殺人犯で刑事に逮捕されてしまう。その場の流れで捜査協力し気を削がれた米子だが、帰りがけに高校時代の同級生だった清掃会社経営者・福田潤平と偶然再会し、独身の彼に心ときめく。後日、米子が勤める刑事課には、先日の逮捕騒動で出会った警部・藤岡躑躅が異動してくる。米子は彼と気が合わないものの、早速通報を受けたヤミ金社長殺害事件を共に捜査する。捜査線上には被害者とトラブルがあった債権者・柴崎厚が浮かぶが、後日躑躅が潤平を被疑者の一人に挙げ、死亡推定時刻頃に現場前で彼の社用車が目撃されていると知った米子は驚愕する。刑事課の上司・宮谷は米子が潤平に好意を寄せていると知って目を輝かせる。宮谷は米子が犯罪者に引き付けられる特殊能力「米子レーダー」を持っているといい、潤平が犯人に違いないというのだ。米子は潤平を信じつつも、彼の使ったストローを収集し遺留品のDNAとの一致を調べる。結果はシロだったが、逮捕された柴崎の持つ刃物と殺害に使われた凶器が一致しないと分かる。米子は彼と最初に出会った日の行動から、凶器が潤平の使う清掃用具だと気付き彼の元へ行く。被害者に父を自殺に追い込まれ恨んでいた潤平は犯行を認め、米子は泣く泣く彼を逮捕する。 |                                                                                   |              |                |          |
| Love.2 | 淋しい熱帯魚 エリート医師とまさかのキス!? 夢の玉のこし婚なるか！                  | 7月9日       | ますもとたくや | 遠藤光貴 |
| 米子は玉の輿婚を狙う弥生の誘いで医師向けのスポーツジムに行き、プールで溺れ会員に助けられる。その後米子が医師・三好貴仁がホテルで転落死した事件捜査のためその勤務先へ行くと、院長は先日ジムで出会った財田一雄だった。米子は彼に心惹かれてゆく。一方、貴仁が妻の麻美に高額の保険金を掛けられており、麻美が当日現場ホテルにいたことも分かるが、彼女は夫が浮気相手と会っているのを確かめに行っただけだと否認する。浮気相手の看護師・畠山も麻美自身も発生時刻以前にホテルを出ており、捜査は自殺との結論に向かう。同じ頃、米子は3年前に妻を亡くし悲しむ彼を立ち直らせて想いを伝えようと決意。だが躑躅は一雄が貴仁に手術失敗に見せかけた妻殺害を依頼する証拠を発見し、脅迫された一雄が貴仁を殺害したと確信する。米子は一雄と共犯の麻美に拘束され危うく殺害されそうになるが間一髪で助けられ、たとえ恋した相手でも犯罪を許すことはできない刑事としての矜持を語り、一雄を逮捕する。 |                                                                                   |              |                |          |
| Love.3 | 愛の才能 料理合コンに4人のイケメン！米子は誰を好きになる？                        | 7月16日      | 徳尾浩司       | 遠藤光貴 |
| 米子は弥生と料理合コンに参加し、4人の男性と親しくなる。しかしそのうちの1人・火野は女性を薬物死させた疑いがあり、躑躅をはじめ刑事課の面々は火野たちの様子を外部からカメラで偵察していた。しかし火野は突然倒れて死亡、そのまま現場捜査開始となる。火野が呑んだグラスからは猛毒、会場内からその毒瓶が発見される。疑われた残り3人の男性たちは断定できる決めてを欠き、塚本らは諦めかけるが、米子は彼らが共謀したことに気付き問い詰める。彼らは火野に薬物死に追い込まれた女性の関係者で、彼を恨み犯行に及んだのだった。栗山は米子が交際希望者のアンケートを、犯行直後に火野から3人の名に書き換えていたことを発見し、一同は「米子レーダー」の精度に驚愕する。 |                                                                                   |              |                |          |
| Love.4 | 星影の小径 詐欺師と愛の逃避行！ついに犯罪者と結婚!?                               | 7月23日      | 徳尾浩司       | 青木達也 |
| 米子は婚活アプリを通じて不登校児に野菜作りを教えている井上崇史とデートし、好感を持った米子は彼らの作る野菜の高額な購入契約をしてしまう。それは廃棄用野菜を売りつける詐欺と疑われ、被害を受けた女性たちの連続自殺事件も捜査中のため周囲は忠告する。後日、井上は米子に詐欺集団に脅され米子を騙したと告白し、代金の一部を返す。彼を狙う暴漢に襲撃され一緒に逃げるなどするうちに、米子は彼が詐欺集団を抜け新天地で子供たちとの農園を作るために力を貸したいと思うようになる。米子は井上にプロポーズされ、結婚資金の500万円を彼に渡すが、躑躅はその金にGPSを仕掛け、詐欺集団アジトで井上が詐取した金として自慢する現場に米子と踏み込む。騙されたと知った米子は井上の言い訳を聞かず逮捕するが、後日結婚資金がわずかしか返ってこず嘆き、刑事課一同に呆れられる。 |                                                                                   |              |                |          |
| Love.5 | けんかをやめて 同僚のカレと一夜の過ち！泥沼三角関係に隠された罠                   | 7月30日      | ますもとたくや | 青木達也 |
| 米子は弥生が付き合い始めたワインバーオーナー・来栖を紹介される。同じ頃、刑事課は3人の女性失踪事件で平川という男を調べる。来栖の店で呑んでいた米子はそこに平川が来ていることを知り、成り行きで一緒に呑み酔いつぶれてしまう。気が付くと米子は来栖の部屋のベッドに裸で寝ており、昨夜の記憶がない。すぐに弥生に知られ修羅場となり、米子は塚本らに「取り調べ」されて、彼に惹かれる思いを正直に話す。翌日来栖は弥生を選び米子は失恋する。一方失踪事件の女性たちが遺体で発見され、平川が現場のコンテナ契約者と分かり取り調べを受けるが彼は容疑を否認する。被害者がいずれも看護師など制服職業と知った米子は、来栖宅に警察官の制服があったことを思い出し、他の証拠とも一致があることに戦慄する。来栖は制服フェチの猟奇殺人犯で、制服警官の弥生をターゲットにして監禁するが、米子たちは無事救い出し、女友達の友情は復活する。しかし米子は落ち込み、もう婚活をやめると宣言する。 |                                                                                   |              |                |          |
| Love.6 | ハッとして!Good 結婚サギ！純白ドレスで潜入捜査！指輪に仕組まれた罠                | 8月6日       | ますもとたくや | 遠藤光貴 |
| 米子が婚活中止中、躑躅の元に彼の祖母・イネが現れ、強引にお見合いを勧める。しかし結婚する気のない躑躅は取り合わない。米子はイネに振り回され、一緒に躑躅を尾行すると、彼は女性と結婚式場に入る。しかしこれは捜査のためで、女性はこの結婚式場で指輪を購入したが偽ダイヤを渡される詐欺にあったという。米子は躑躅とカップルの振りをして式場に潜入捜査をするも、うまく演じられず諍いを起こす。後日、躑躅はどうしてもこの事件を解決したいと米子に頭を下げ、役のために彼女に関するデータを徹底的に覚えてゆく。米子はイネから、彼が婚約者を事故で失って以来恋愛を避けていると聞く。結婚式の準備は進み、受け取った指輪を鑑定に回すがそれは本物で、会社ぐるみの詐欺とは違い式最中に誰か個人がすり替えを行ったと推察する。式当日、米子・躑躅と捜査陣は、巧みに犯行の裏をかき、誓いのキス直前に証拠を押さえ、犯人を逮捕する。役目を終えた米子は、躑躅に婚約者のためにも前向きに生きるように励まし、イネからは逆に励まされてまた婚活を始めようと決意する。後日、躑躅は佐伯に本庁復帰の打診を断り両国署で捜査を続けると伝え、それを聞いた佐伯は、密談相手の塚本とともに、躑躅を危険視する。 |                                                                                   |              |                |          |
| Love.7 | 時の流れに身をまかせ 惚れた男はバツ1子持ち！心閉ざす子…私ママになる！             | 8月13日      | 徳尾浩司       | 遠藤光貴 |
| 男性とその息子が自宅で殺害され再婚した妻が姿を消す事件が起き、刑事課は妻・垣内友理恵による殺害容疑で行方を追う。婚活を再開した米子はさっそく奥井啓介と出会うが、彼がバツイチで翔という息子がいることを知る。米子は多忙な父の代わりに翔が家事をこなし一人で留守番をしていると知り、「母親」になるべく面倒を見ようとする。生意気で心を開かない翔がまだまだ親に甘えたい年頃だと気付いた米子は、啓介と一緒に翔の10歳の誕生日にサプライズのお祝いを計画する。捜査では、友理恵が10年前に我が子を誘拐されて未解決のままであり、現場となった元居住アパートに現れると躑躅は見込む。誕生日会直前、急な呼び出しで啓介は外出する。ところが、その行き先は件のアパートで、米子は友理恵と一緒にいる啓介を問い詰める。啓介は10年前友理恵の隣人で、虐待する夫から守るため彼女に頼まれ赤子の翔を預かった。だが友理恵は夫に責められ翔を誘拐されたと嘘をつき、逃亡するうちに連絡不能になってしまう。10年後、友理恵は再婚相手が息子虐待の果てに無理心中したことにショックを受けて逃亡し、事件を知り彼女と再会できた啓介は誘拐罪を自首して彼女を出頭させ翔を母親に返す決意をする。だが翔は他人であっても啓介を父として慕っており、彼と涙の再会をする。塚本は事件を、子供を守るために起きた「いい話」として処理するよう躑躅に命じて捜査は幕となり、米子の「母親」の役目も終わる。 |                                                                                   |              |                |          |
| Love.8 | 危険なふたり 後輩刑事のお姫様抱っこに胸キュン！警察内部の裏切り                   | 8月20日      | 杉山嘉一       | 阿部雅和 |
| 両国署で危険ドラッグ捜査を刑事課と組織犯罪対策課の協力で行うなか、米子は年下の組対刑事・権藤翔太に一目惚れされる。米子は強面な権藤に戸惑うが一途に愛される喜びも感じて交際を始め、宮谷は権藤に米子レーダーが発動することを心配する。一方売人組織のガサ入れが2回も失敗に終わり、躑躅が警察内部に内通者がいるのではと指摘して捜査本部内は乱れる。そんな中、売人の一人が銃殺され、権藤が現場に警察手帳、自分の部屋にドラッグを残して姿を消す。捜査陣は緊急配備し権藤を追うが、米子を呼び出した彼は潔白を主張して売人リーダーの峰に銃を突きつけ内通者を白状させようとする。米子は捜査陣に実は権藤のことを好きではなく、すなわち彼は犯罪者でないと必死に訴える。躑躅の調べで内通者は組対の本村と分かり、追い詰められた彼に銃を向けられた米子をかばって権藤は重傷を負う。一連の出来事を受け権藤との交際も終わった米子はやはり妥協せず幸せを追うことにし、躑躅はかつての婚約者死亡事件の裏に迫るためタブーを犯す決意をする。 |                                                                                   |              |                |          |
| Love.9 | 愛は勝つ さようなら東京…米子ファーストレディになる!?                              | 8月27日      | 徳尾浩司       | 本田隆一 |
| キャバクラ嬢殺害事件捜査のため、米子は「マリア」の源氏名で被害者の勤めた店に潜入する。客の国会議員秘書・小山勉に食事に誘われた米子は同じ鳥取の出身同士と知り、意気投合する。米子は彼と付き合ううちに女性としての自信を深め店でも指名ランキング2位にまで上り詰める。小山は地元からの選挙出馬を決意し、彼にプロポーズされた米子は刑事を辞めて政治家の妻になると宣言する。しかし小山は被疑者でもあり、捜査陣は警戒するが彼にはアリバイがあった。だが、小山が店のNo.1・ヒナコと交際歴があると知った米子は、彼女のロッカーから凶器を発見、ヒナコに襲撃されて危機に陥る。米子は殺害実行犯が小山で、遺体を遺棄した共犯がヒナコと見抜く。ヒナコは小山の悪事をかばう自分の愛こそが本物で、犯罪者と知って逮捕する米子の愛は偽物と罵るが、米子を助けに来た躑躅はそれに反論する。逆上した小山から米子をかばった躑躅は怪我をし、米子は自分の恋が他人を不幸にすることを嘆くが、彼は「米子レーダー」など信じていないと慰める。米子が躑躅に恋すると予感した宮谷は釘を刺すが、彼女の思いは膨らんでゆく。 |                                                                                   |              |                |          |
| Love.10 | 今夜はブギーバック ついに婚活終了!? 同僚刑事への愛と隠された過去                  | 9月4日（金） | 新井友香       | 遠藤光貴 |
| 米子は躑躅からディスコに誘いを受け、心ときめかせる。しかし躑躅は実は美人局事件を追っており、米子の相手をそこそこに、イベントのオーガナイザーとされる深川理絵に近づくが、警察関係者であることがばれ米子とともに監禁される。米子は躑躅に思いを打ち明け、彼が忘れられない婚約者・篠原沙織の事件を追うために力になりたいと言う。何とか拘束を解いて深川らを現行犯逮捕した躑躅は、証拠品となるスマホの中から交通事故現場写真を見つけると、それを手にしたまま現場を去り連絡を絶つ。写真は2年前沙織が死亡した事故現場のもので、当時現場に遭遇した深川のブログに掲載され、躑躅がアクセスしていたと分かる。しかも事件は両国署で組織犯罪対策課にいた宮谷が担当したと知り、米子は当時の話を聞かせるよう問い詰める。 2年前、沙織は交差点でひき逃げされ即死、犯人として高柴幸平が出頭したが、躑躅は別人による殺人を疑い、梅津哲司という男を任意同行した。しかし取り調べ中に梅津は自殺、躑躅は両国署に異動となる。躑躅が復讐のため梅津を殺害したとの噂を口にした宮谷に対して米子は激怒し、宮谷はついに米子レーダーが発動したと嘆く。一方、躑躅は青山ルミという女性を尾行し、その後、躑躅が警察官の使う銃で彼女を射殺したとして極秘緊急手配される。 |                                                                                   |              |                |          |
| Love.11 | Majiでkoiする5秒前 好きな男の家に禁断の部屋！波乱の最終章スタート！               | 9月10日      | ますもとたくや | 青木達也 |
| 躑躅の行方を追うため米子と宮谷は彼のマンションを調べる。捜査そっちのけで好きな人の部屋訪問に浮かれる米子だが、その部屋の一室は沙織のもので、生前のままに残されていた。沙織が付けていた日記を発見したところで本庁の刑事らに追い払われた米子たちは、日記を持ちだし場を後にする。日記にはどこか米子に似ている沙織と躑躅のなれ初めとともに、彼女が追っていた、暴力団銀竜会に捜査情報を流す内通者の捜査記録が書かれていた。一方躑躅は、本庁の別府幸一に彼が銀竜会の梅津と共謀し沙織を殺害した証拠写真を突きつけ、実行犯の梅津とその交際相手・青山ルミを殺害したと指摘する。別府は銀竜会の者たちとともに躑躅を暴行して放置し、躑躅は米子の電話にようやく出て助けを求める。米子に保護され自室に戻った躑躅は、再び出てゆこうとするが傷のため動けず、米子は彼を心配し協力したいと申し出る。米子は躑躅にキスされ、事件解決後に告白の返事をすると約束を受け、躑躅が青山ルミから預かった貸倉庫の鍵を開ける役目を果たす。貸倉庫内には1億ほどの現金が詰まったスーツケースがあり、米子は銀竜会に追われながらも宮谷らに拾われて逃げ出す。一同は現金の謎に驚き、沙織の日記から「サクラプロジェクト」という言葉を発見、躑躅はそれら証拠を隠すよう指示する。その直後、米子らは本庁から躑躅が逮捕されたという一報を受ける。 |                                                                                   |              |                |          |
| Love.12 | あの鐘を鳴らすのはあなた 米子レーダー暴発！結婚するのは最高の彼氏？最凶の犯罪者？ | 9月17日      | 徳尾浩司       | 遠藤光貴 |
| 米子は生前の沙織の行動から手がかりをつかもうと、ウェディング会社などを次々に訪れ、幸せの真っただ中で殺害された彼女の無念に同情する。日記の記録では、銀竜会が3億円を用意した麻薬取引が摘発されたが、その金は全て偽札であったという。謎の1億円はその時用意された本物の3億円の一部で、殺された梅津が偽札にすり替え、警察内部の者が協力したとの見方が強まる。米子は弥生から、ひき逃げ事件当時、本庁の捜査員が沙織の婚約指輪まで回収していたと聞く。まもなく躑躅は証拠不十分で釈放され、米子は沙織の指輪を見せてもらい、それに刻まれた数字と同じ名前のフォルダが沙織のタブレット内にあるのを見つける。その中には、塚本の娘・さくらを対象とし心臓の難病手術のために寄付を募るチラシのデータと、ある日そこへ2億円が振り込まれた記録があった。塚本は佐伯が別府に命じて3億円を横取りし、そのうち2億を寄付に用立てたと気付く。「サクラプロジェクト」とはこの計画のことで、問い詰められた佐伯もそれを認める。銀竜会は宮谷らが守る1億を強奪し、別府はさらに佐伯を脅す。一同は銀竜会の行方を追うが、隠れ場所に踏み込むと構成員ら全員と別府が銃撃され倒れているのを発見する。その場に銃を手にした佐伯が現れ、彼らを殺害したという。仇の正体に対面した躑躅は怒りにかられ、無抵抗な佐伯を銃殺しようとするが、米子は躑躅を犯罪者にするまいと必死に止める。躑躅は銃を下ろすが、佐伯は虫の息だった別府が起きあがり撃った銃弾に倒れ、躑躅に詫びながら息絶える。事件が終わった後日、米子は躑躅とともに沙織が選んだ教会に訪れて彼のプロポーズを受け、お互いに笑顔を交わし合いドラマは終了する。 |                                                                                   |              |                |          |

### 関連商品
DVD
2016年1月16日にポニーキャニオンより6枚組DVD-BOXならびにレンタルDVD全6巻の発売が予定されていたが、2015年11月17日に発売元の読売テレビエンタープライズより「諸事情により」発売中止が発表された。出演者の高部あいが不祥事を起こして逮捕されたことが発売中止の理由とみられている。
サウンドトラック
- 婚活刑事 ORIGINAL SOUNDTRACK（2015年8月26日発売、レインボーエンタテインメント、REP-046）